# Krydseren Aurora
Krydseren Aurora (med kyrilliske tegn: Аврора) er en russisk panserdækskrydser.
Aurora er et af klenodierne fra Den russiske revolution i 1917, da Oktoberrevolutionen indledtes med et skud fra Aurora. Besætningen på Aurora tog sågar aktivt del i de indledende manøvrer i revolutionen og beskød Vinterpaladset, hvor den provisoriske regering havde til huse.
Skibet er bygget i 1903 på Orlogsværftet i Sankt Petersborg og deltog i Den russisk-japanske krig i årene 1904-1905 som en del af den russiske Stillehavsflåde.
Aurora er stadigvæk i tal i den russiske flåde og er bemandet med værnepligtige samt kadetter fra det nærliggende søakademi.
Skibet blev i 1956 fortøjet på floden Neva i bydelen Petrogradskij i Sankt Petersborg, lige overfor Hotel St. Petersborg, og omdannet til et museumsskib.

## Links
- Wikimedia Commons har flere filer relateret til Krydseren Aurora
- Krydserens hjemmeside Arkiveret 26. august 2011 hos  Wayback Machine

59°57′19.39″N 30°20′16.2″Ø / 59.9553861°N 30.337833°Ø